# شکارگیر درون‌بوم
شکارگیر درون‌بوم (نام علمی: Austrogomphus australis) نام یک گونه از سرده شکارگیرها است.